# Starnberger See

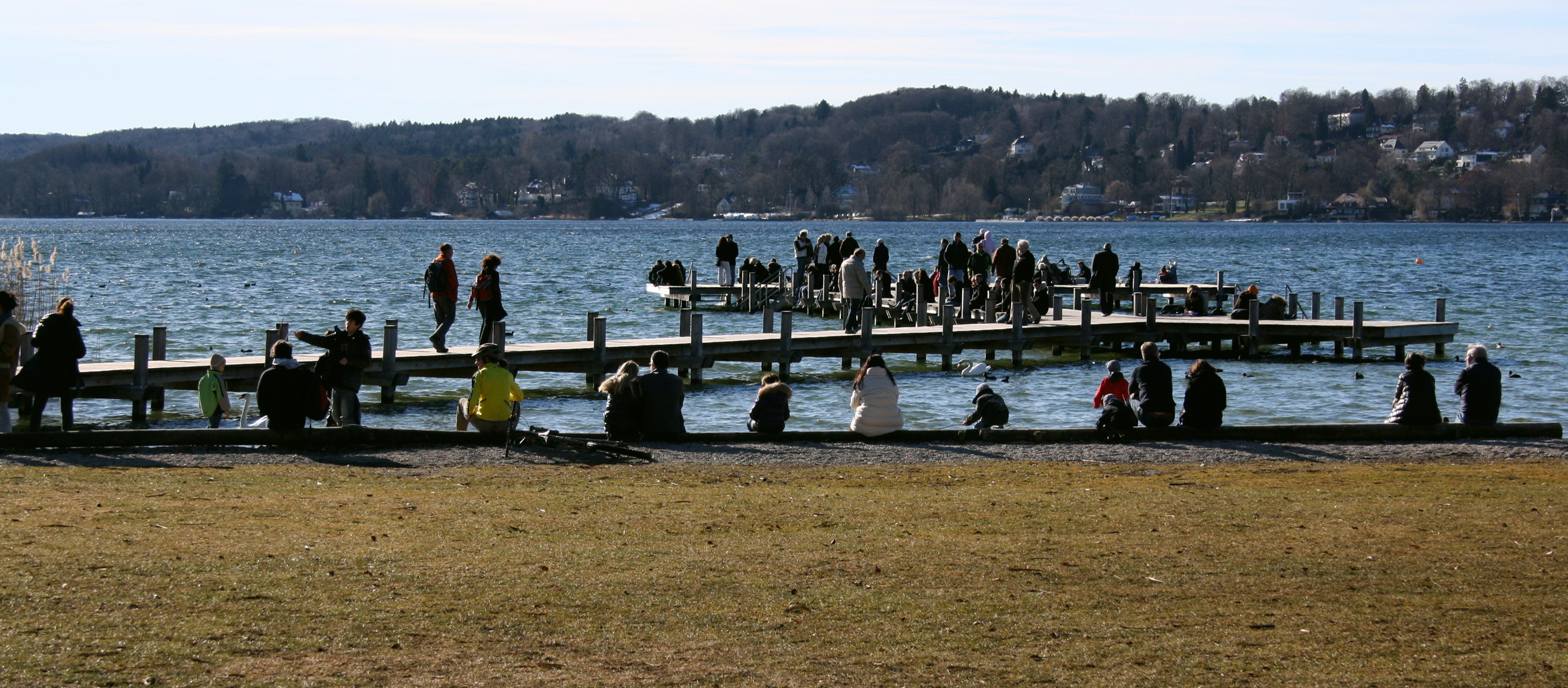
Steg mit Ausflüglern, Blick auf Starnberg

Der Starnberger See (bis 1962: Würmsee) ist ein See in Bayern, 25 Kilometer südwestlich von München. Der See ist nach dem Bodensee, der Müritz, dem Chiemsee und dem Schweriner See der fünftgrößte See Deutschlands, aufgrund seiner großen Durchschnittstiefe jedoch der zweit-wasserreichste. Er bildet das gleichnamige gemeindefreie Gebiet Starnberger See im Landkreis Starnberg. Der See ist Eigentum des Freistaates Bayern; für seine Verwaltung ist die Bayerische Verwaltung der staatlichen Schlösser, Gärten und Seen zuständig.
Über Bayern hinaus bekannt wurde der See auch durch den ungeklärten Tod König Ludwigs II. im Jahr 1886. An dieses Ereignis erinnern noch heute eine Votivkapelle und ein Holzkreuz im See nahe der Unglücksstelle in Berg.

## Lage
Folgende Gemeinden haben Anteil am Seeufer (im Uhrzeigersinn, beginnend im Norden):
1. Starnberg (Norden, Landkreis Starnberg)
2. Berg (Nordosten, Landkreis Starnberg) mit den Ortsteilen Kempfenhausen, Berg, Leoni
3. Münsing (Südosten, Landkreis Bad Tölz-Wolfratshausen) mit den Ortsteilen Ammerland, Ambach, Degerndorf, Holzhausen, Pischetsried, Sankt Heinrich, Schechen, Weipertshausen und Wimpasing
4. Seeshaupt (Süden, Landkreis Weilheim-Schongau) und der Ortsteil Seeseiten
5. Bernried (Südwesten, Landkreis Weilheim-Schongau)
6. Tutzing (Westen, Landkreis Starnberg) und der Ortsteil Unterzeismering
7. Feldafing (Nordwesten, Landkreis Starnberg) und der Ortsteil Garatshausen
8. Pöcking (Nordwesten, Landkreis Starnberg) mit den Ortsteilen Possenhofen und Niederpöcking

Vor dem westlichen Ufer, auf Höhe von Feldafing, liegt eine kleine Insel, die Roseninsel.

## Name
Die frühesten Namensnennungen des Sees als Uuirmseo findet man in einem Dokument von 818, das sich auf Holzhausen am Würmsee bezieht. Später wurde daraus Wirmsee, so bereits in einer frühen Quelle aus der Zeit Kaiser Ludwigs des Bayern (1314–1347). Der Name leitet sich ab von dem Fluss Wirm (heute Würm), der bei Starnberg als einziger Fluss aus dem See fließt. Im 19. Jahrhundert wandelte sich die Schreibweise der beiden Gewässer dann zu Würm sowie Würmsee. Erst seit 1962 heißt der See offiziell Starnberger See, diese Bezeichnung begann sich ab dem Ende des 19. Jahrhunderts immer weiter durchzusetzen, als der See durch den Bau einer Eisenbahnstrecke vom „Starnberger Flügelbahnhof“ im Hauptbahnhof München aus nach Starnberg für eine große Zahl von Münchnern als Ausflugsziel erreichbar wurde. Der See trägt auch den Beinamen Fürstensee.

## Geomorphologie

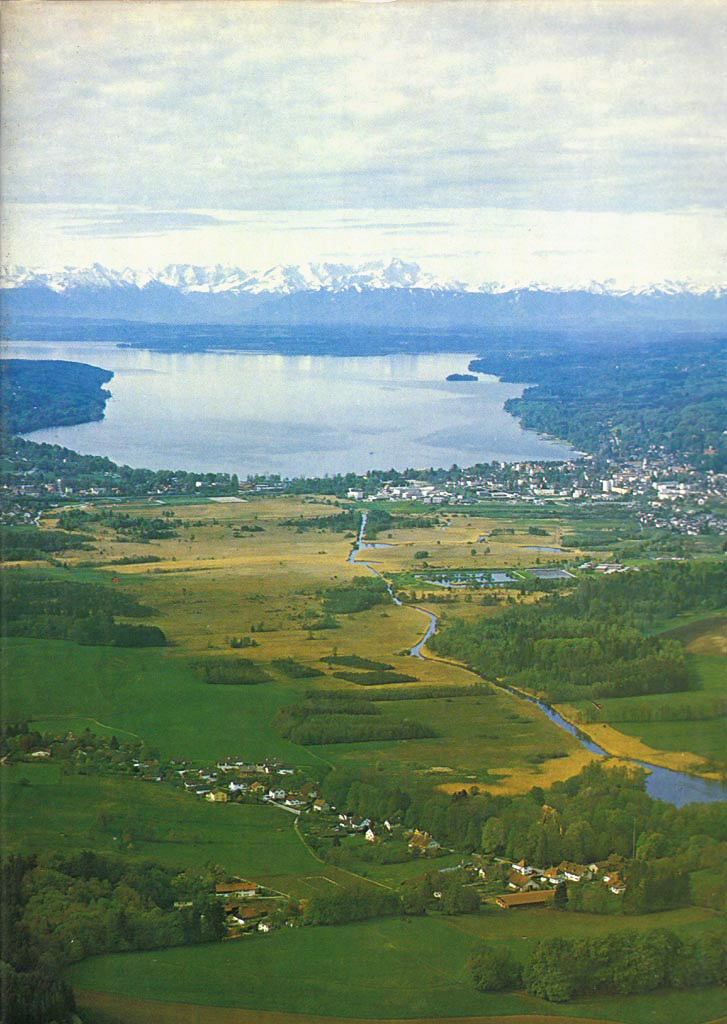
Im Vordergrund die abfließende Würm, Blick auf Starnberg und den See in Richtung Süden

Das Seebecken wurde während der Eiszeiten durch den Isar-Loisach-Gletscher ausgeschoben. Während der letzten, der Würmeiszeit, reichte der Gletscher von Süden kommend bis an das Nordende des Sees, so dass dabei das Seebecken in seiner heutigen Form ausgeschürft wurde. Wichtig für die Erhaltung des Seebeckens war die Tatsache, dass beim Rückschmelzen des Gletschers der allergrößte Teil der Schmelzwässer den heutigen Flussläufen der Loisach und der Isar folgte, so dass das Gebiet des Starnberger Sees kaum verschüttet wurde. Am Ende der letzten Eiszeit formte das letzte ablaufende Schmelzwasser das Würmtal, der nördlichste Teil des Seebeckens verlandete seither und bildet heute das Leutstettener Moos. An den Rändern der Gletscherzunge bildeten sich Seiten- und Endmoränen, zwischen dem Becken des Starnberger Sees und dem Ammersee im Becken der zweiten Hauptzunge bildete sich im Süden das Eberfinger Drumlinfeld und nördlich anschließend der Andechser Höhenrücken. Auf den Seiten- und Endmoränen liegen zahlreiche Aussichtspunkte wie die Ilkahöhe in Tutzing oder der Bismarckturm bei Assenhausen.

## Hydrogeologie
Aufgrund seiner Größe kühlt der See nur langsam ab und erwärmt sich ebenso langsam, daher durchmischt er sich wie der Bodensee nur einmal jährlich im Frühjahr, man bezeichnet solche Seentypen als monomiktisch. Er hat keinen alpinen Zufluss, was angesichts seiner geographischen Lage erstaunlich, aber durch die Höhenlage zu erklären ist, und speist sich lediglich aus mehreren eher kleineren oberflächigen Fließgewässern und wenigen unterirdischen Quellen. Sein Einzugsgebiet hat eine Fläche von 314,7 Quadratkilometer.
Die größten Wassermengen erhält der Starnberger See über die Ostersee-Ach im Süden, in die 500 Meter vor der Mündung noch der Bodenbach fließt. 500 Meter weiter östlich mündet der Singerbach. Im Norden münden der Georgenbach (Maisinger Bach, 450 Meter westlich des Würm-Abflusses) und der Lüßbach (170 Meter östlich des Würm-Abflusses) ein. Am Westufer ist der Rötlbach (südlich von Tutzing, in den Karpfenwinkel mündend) der bedeutendste Zufluss. Weitere Zuflüsse im Westen sind Starzenbach (bei Pöcking), Martelsgraben (Kalkgraben) in Tutzing und Seeseitenbach (1500 Meter nördlich von Seeshaupt). Im Osten münden Grenzgraben (bei Ambach) sowie Eichgraben und Straßgraben weiter südlich. Weitere unbedeutende Zuflüsse sind meist unbenannt.
Den geringen Zuflüssen steht der ebenfalls geringe Abfluss über die Würm durch das Leutstettener Moos und das Mühltal gegenüber. Wegen der wenigen Zuflüsse dauert es rund 21 Jahre, bis der See sein Wasser einmal austauscht, auch zeigt er mit seinem kleinen Einzugsgebiet von rund 315 Quadratkilometern nur geringfügige Seespiegelschwankungen. Während die starken alpinen Zuflüsse zum Beispiel am benachbarten Ammersee oder am Chiemsee den Wasserspiegel um bis zu drei Meter schwanken lassen, liegt die Schwankung am Starnberger See mit maximal 1,3 Metern deutlich niedriger. Der höchste bisher gemessene Seespiegel trat im August 2010 infolge zahlreicher Niederschlagsereignisse mit 585,03 m ü. NN auf. An Pfingsten 1999 hatte zuletzt ein mehrtägiger Dauerregen mit einem Tagesniederschlag, wie er statistisch seltener als einmal in hundert Jahren erscheint, den Pegel in nur 36 Stunden um 40 Zentimeter auf 584,96 m ü. NN steigen lassen, dabei wurden rund 14 Millionen Kubikmeter Wasser gespeichert. Der See ist als „ungeregelter Speicher“ in der Lage, große Wassermassen zurückzuhalten, und bewahrt so die Würmtalgemeinden vor extremem Hochwasser. Der langsame Wasseraustausch des derzeit mesotrophen Sees macht ihn andererseits besonders anfällig für Belastungen.
Seit den 1960er Jahren werden die Abwässer der Anliegergemeinden über Ringkanäle vom See ferngehalten, so dass sich die Nährstoffbelastung und die Wasserqualität im Langzeittrend deutlich verbessert hat. Heute ist der See einer der fünf saubersten größeren Seen in Bayern, er weist eine hohe Transparenz und geringe Algenentwicklung auf.

## Natur- und Landschaftsschutz

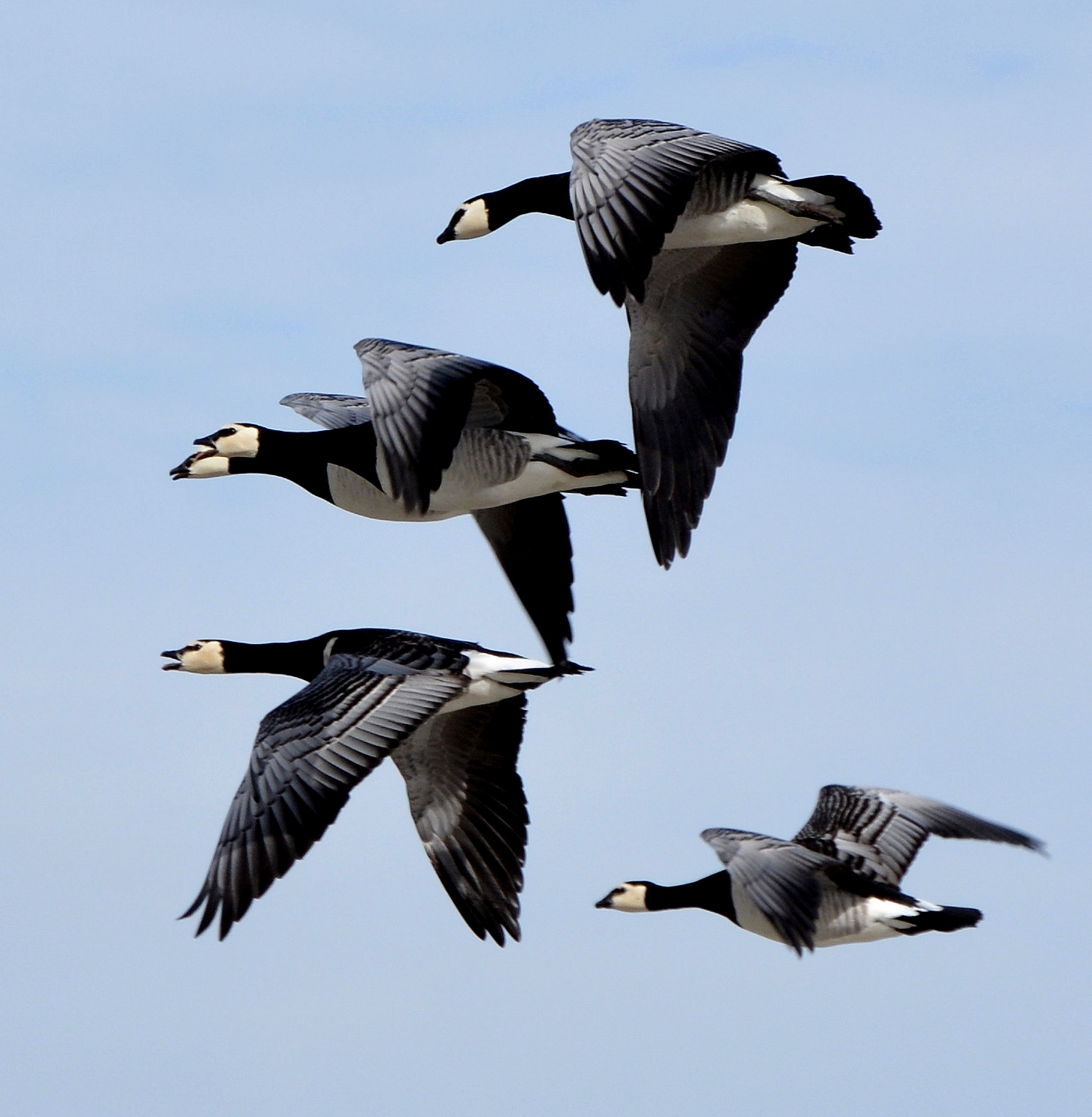
Nonnengänse im Winterquartier am Starnberger See

Seit 1976 zählt der Starnberger See zu den durch die Ramsar-Konvention geschützten Feuchtgebieten mit internationaler Bedeutung. Um die Vielfalt und Eigenart des Landschaftsbildes des Sees, seinen Uferflächen und den angrenzenden steilen Moränenhängen zu sichern, folgte 1987 die Übernahme in den Schutzstatus als Landschaftsschutzgebiet „Starnberger See und westlich angrenzende Gebiete“.
Als wasserreichstes stehendes Gewässer Bayerns hat der See eine zentrale Bedeutung für den Vogelzug. In den Herbst- und Wintermonaten rasten oder überwintern hier 20.000 bis 25.000 Wasservögel. Im Gegensatz dazu sind in den Frühjahrs- und Sommermonaten die Uferbereiche auch Brutgebiet für Langstreckenzieher, wie etwa der Fluss-Seeschwalbe, deren Winterquartier sich auf der Südhalbkugel befindet. Natura 2000, das Schutzgebietsnetz der Europäischen Union, erklärte den See im Jahr 2000 zum Vogelschutzgebiet und 2004 zum FFH-Gebiet.

## Fischerei
So alt wie die Siedlungsgeschichte des Seegebietes, etwa 3.000 Jahre, ist auch die Geschichte der Fischerei am und im Starnberger See. Bei einer der ältesten Siedlungsstätten der Gegend, auf der Roseninsel, wurde bei archäologischen Grabungen ein bronzener Angelhaken entdeckt. Ebenfalls bei der Roseninsel barg man 1989 die Einbäume von Kempfenhausen aus dem 8. oder 9. Jahrhundert vor Christus. Angeln und Fischen mit Netz sowohl als Sport wie zum Nahrungserwerb werden am Starnberger See privat wie gewerblich bis heute betrieben. Die besten Fischfanggründe liegen um die unterseeischen Erhebungen und Berge. Die meisten ansässigen Fischer verbindet eine lange Familientradition mit ihrem Beruf. Sie wohnen häufig noch in den historischen Höfen entlang des Ufers, die in manchen Fällen die überlieferten Zunftzeichen mit dem Jahr der Aufnahme in die Zunft tragen.
Während die früheren Siedler nach Bedarf frei fischen konnten, ließen die bajuwarischen Adelshäuser ab etwa 1000 n. Chr. die Fischerei durch Leibeigene gegen Abgaben betreiben. Später traten die bairischen Herzöge die Fischrechte an Landesherren oder Klöster ab. Die Fische der bayerischen Seen waren in den besseren Häusern neben Wild die bevorzugte Speise. Am wenigsten hatten die Fischer selbst von diesem System, in dem sie ihre harte und manchmal gefährliche Arbeit nicht immer gut ernährte.
Gängig war die Unterteilung der Fische in „edle“, „geringere“ und „letztes Fischwerk“. Renke, Seeforelle und Seesaibling galten als edlere Arten, Brachse, Hecht, Karpfen, Rutte und Waller als geringere. Renken und Hechte wurden lange Zeit als „Brotfische“ des Sees geschätzt, wegen ihres häufigen Vorkommens waren sie ein verbreitetes Hauptnahrungsmittel. Der Bestand an Hechten wurde gegen Ende des 18. Jahrhunderts durch eine Hechtpest derart dezimiert, dass er sich bis heute nicht regenerieren konnte. Saiblinge waren als besondere Delikatesse derart begehrt, dass Fangbücher eingeführt wurden.

## Bilder

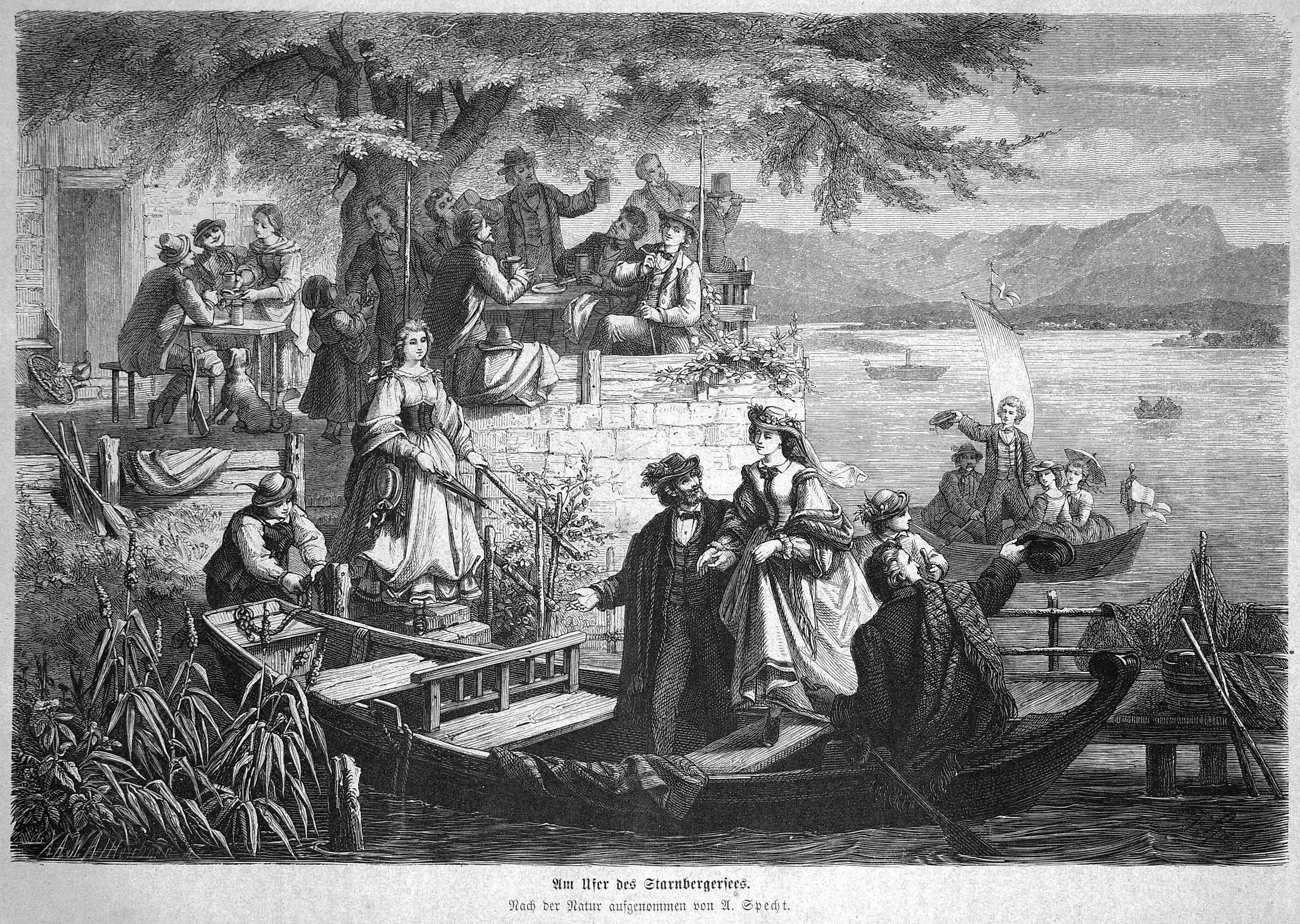
Holzstich, Die Gartenlaube, 1871
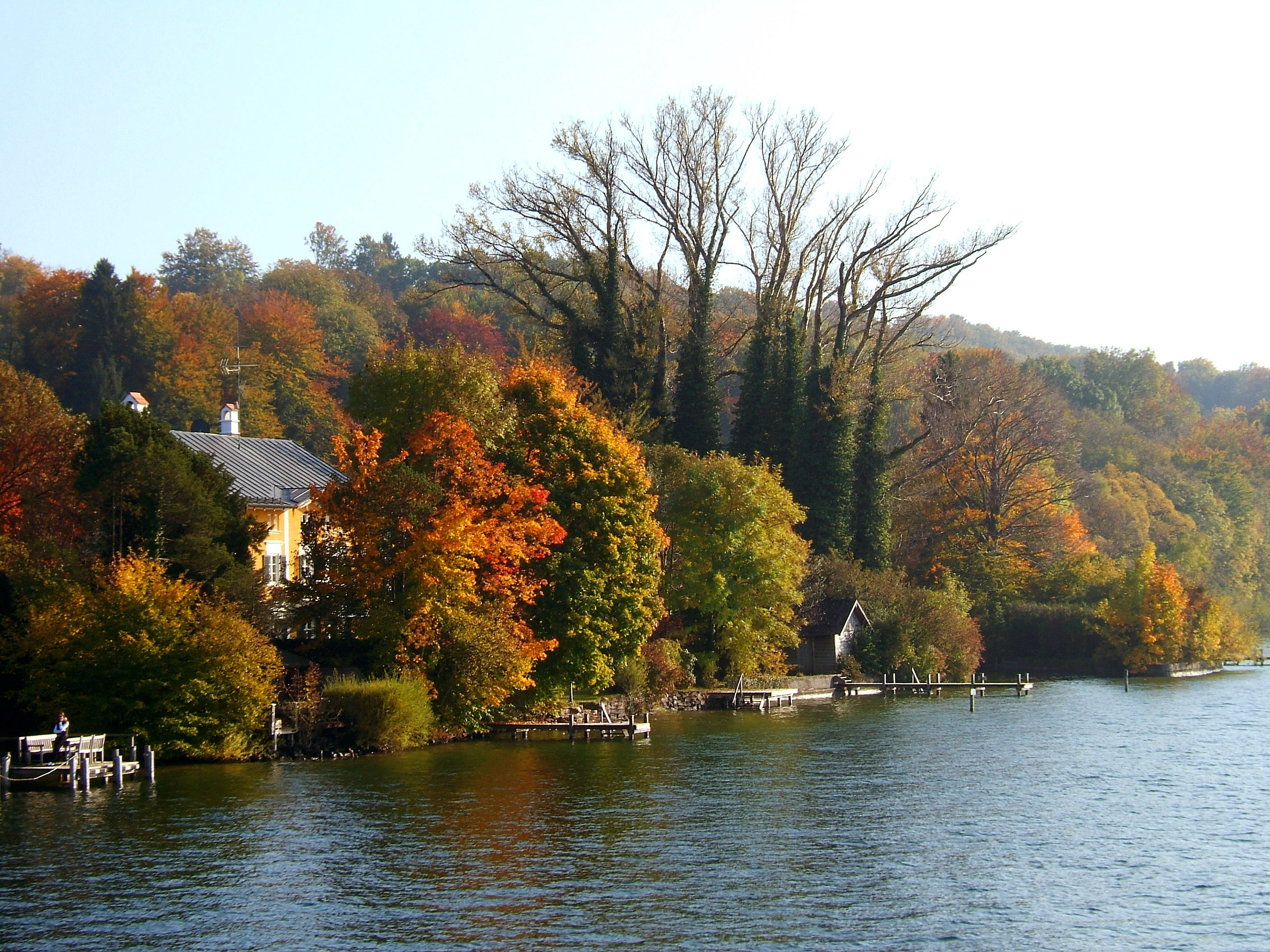
Ostufer des Sees, vom Schiff aus
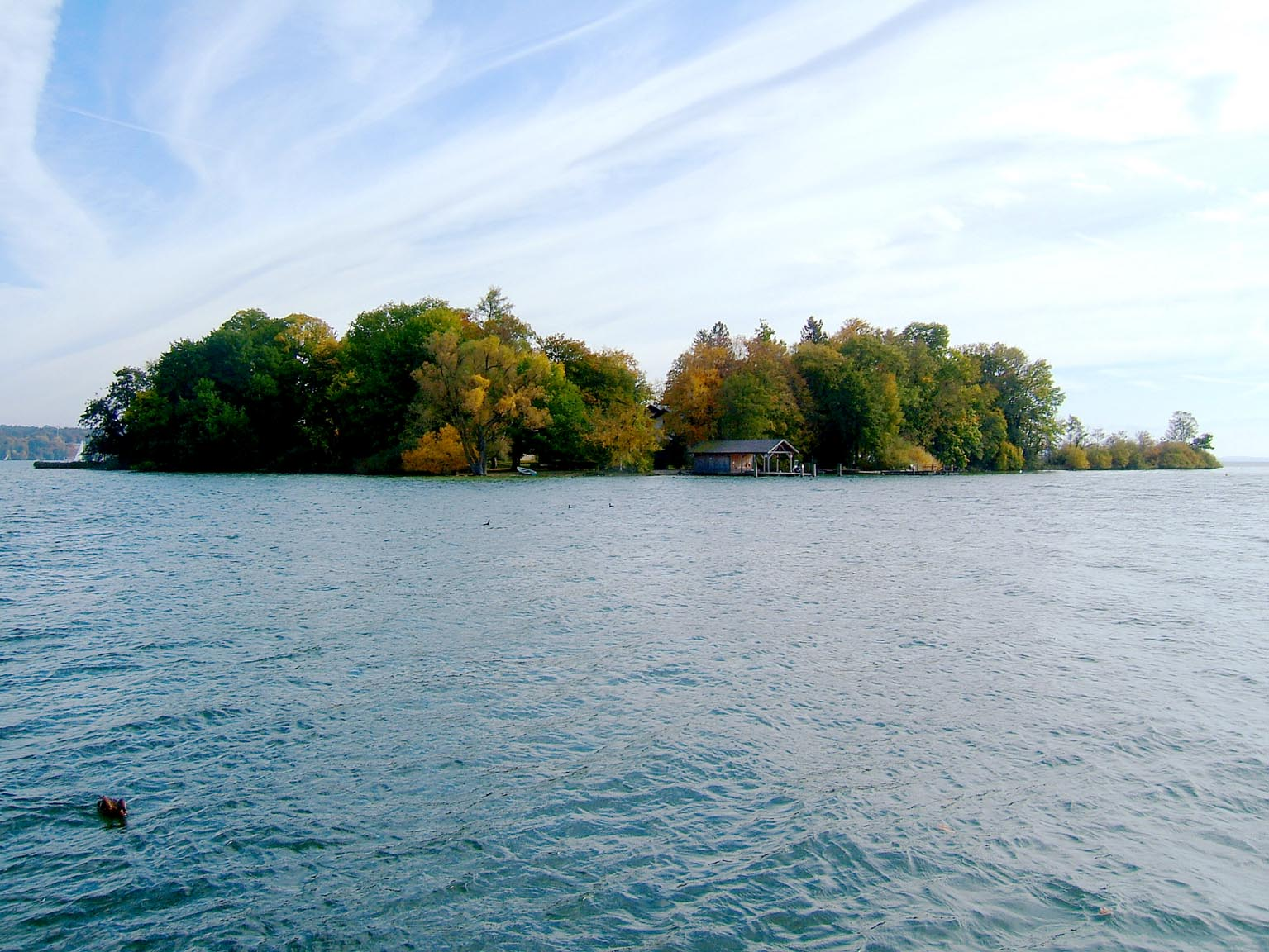
Roseninsel, von der Personenfähre aus
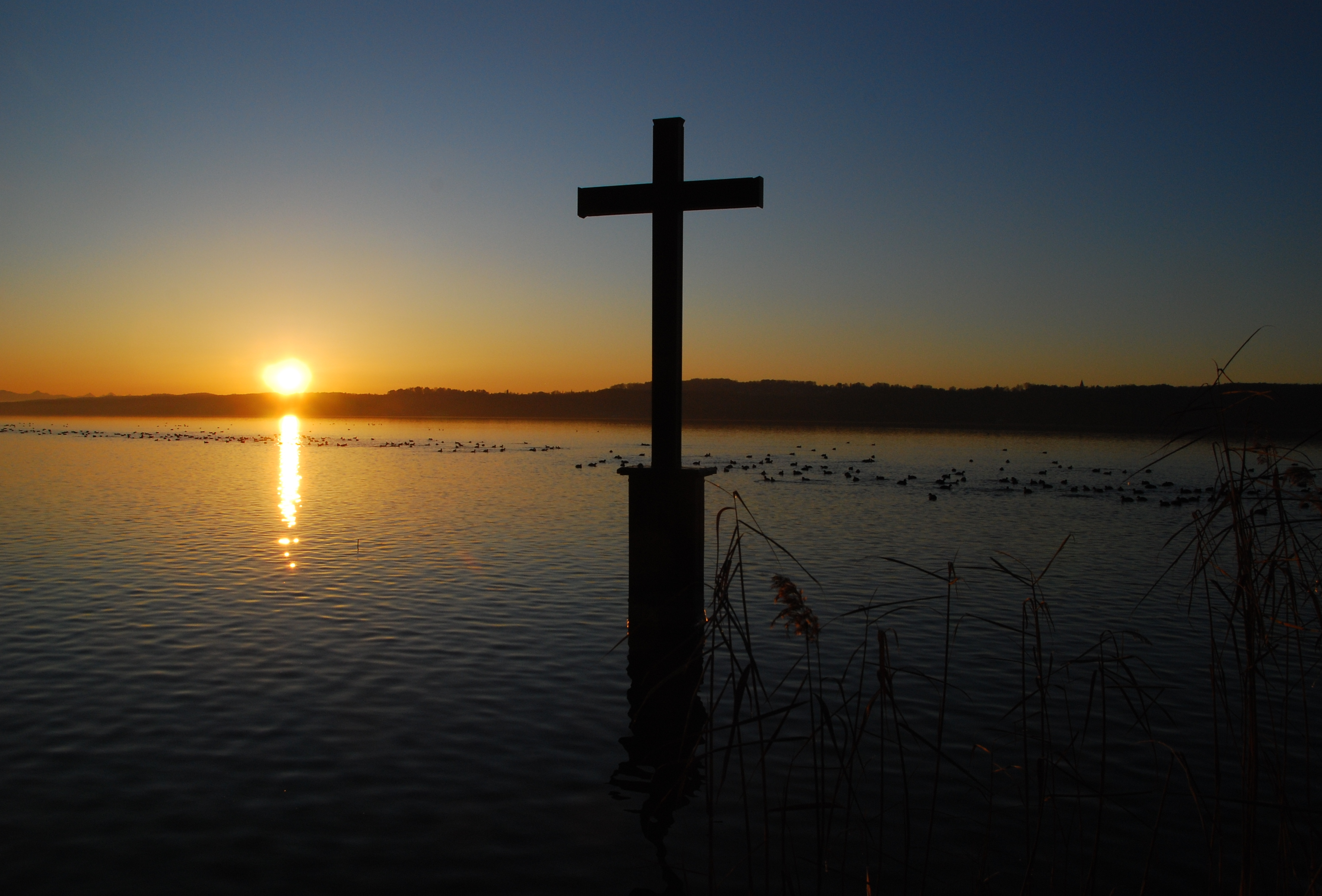
Holzkreuz im flachen Uferwasser bei Berg zur Erinnerung an den Tod von König Ludwig II.
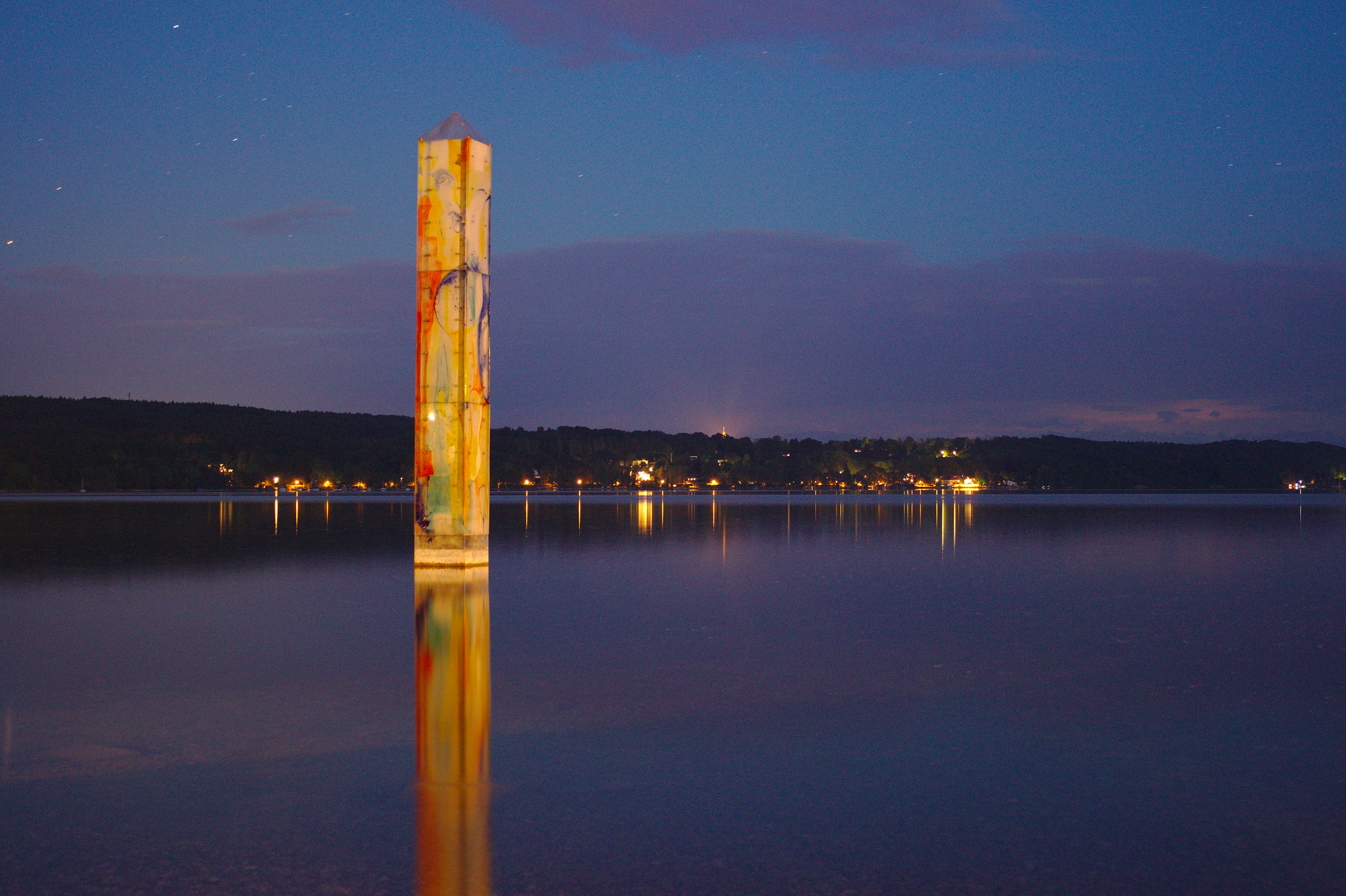
Die bemalte Glasstele Phönix der Künstlerin Hannelore Jüterbock
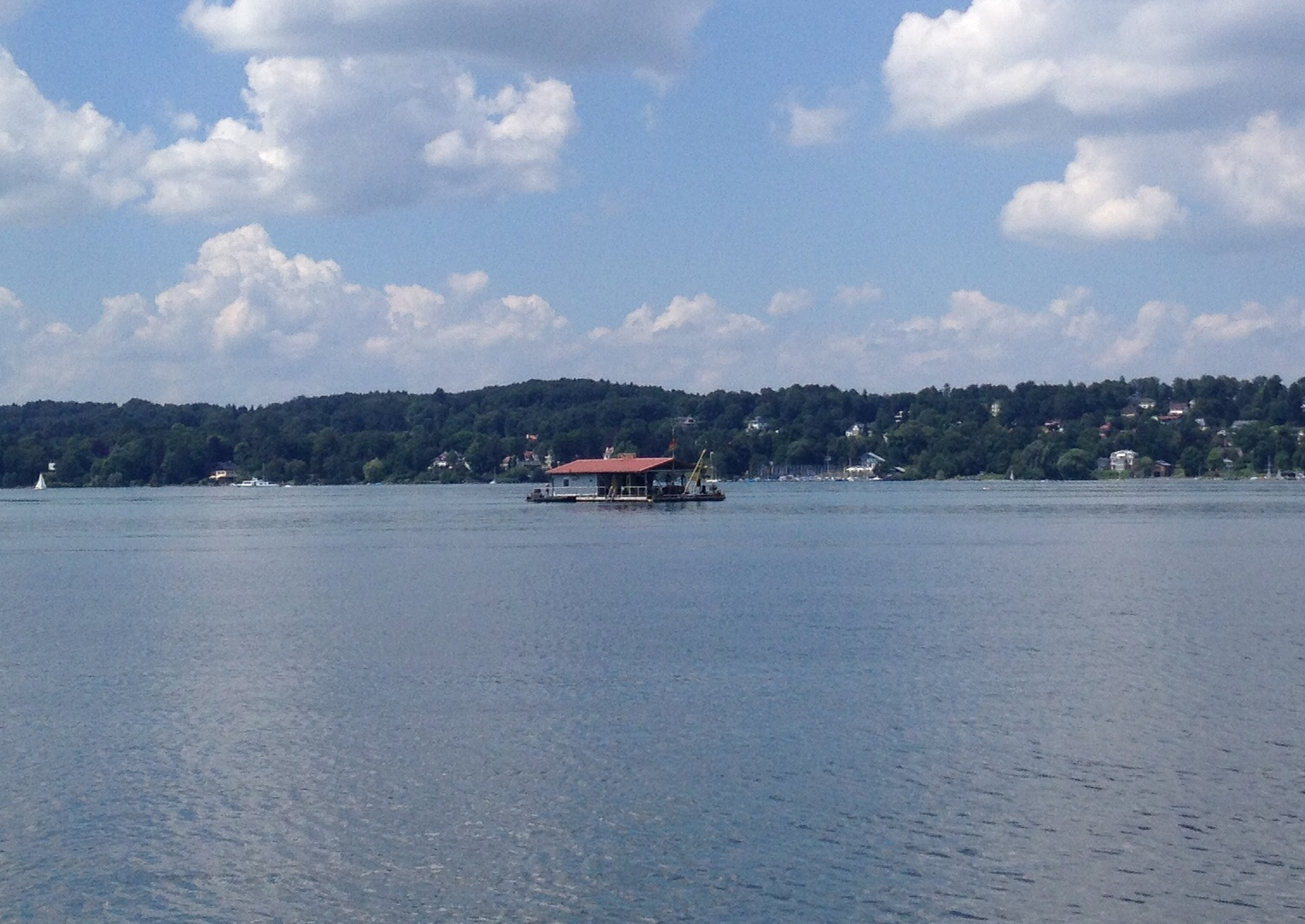
Eine der beiden Tauchplattformen des Taucherausbildungszentrums Percha der Bundeswehr
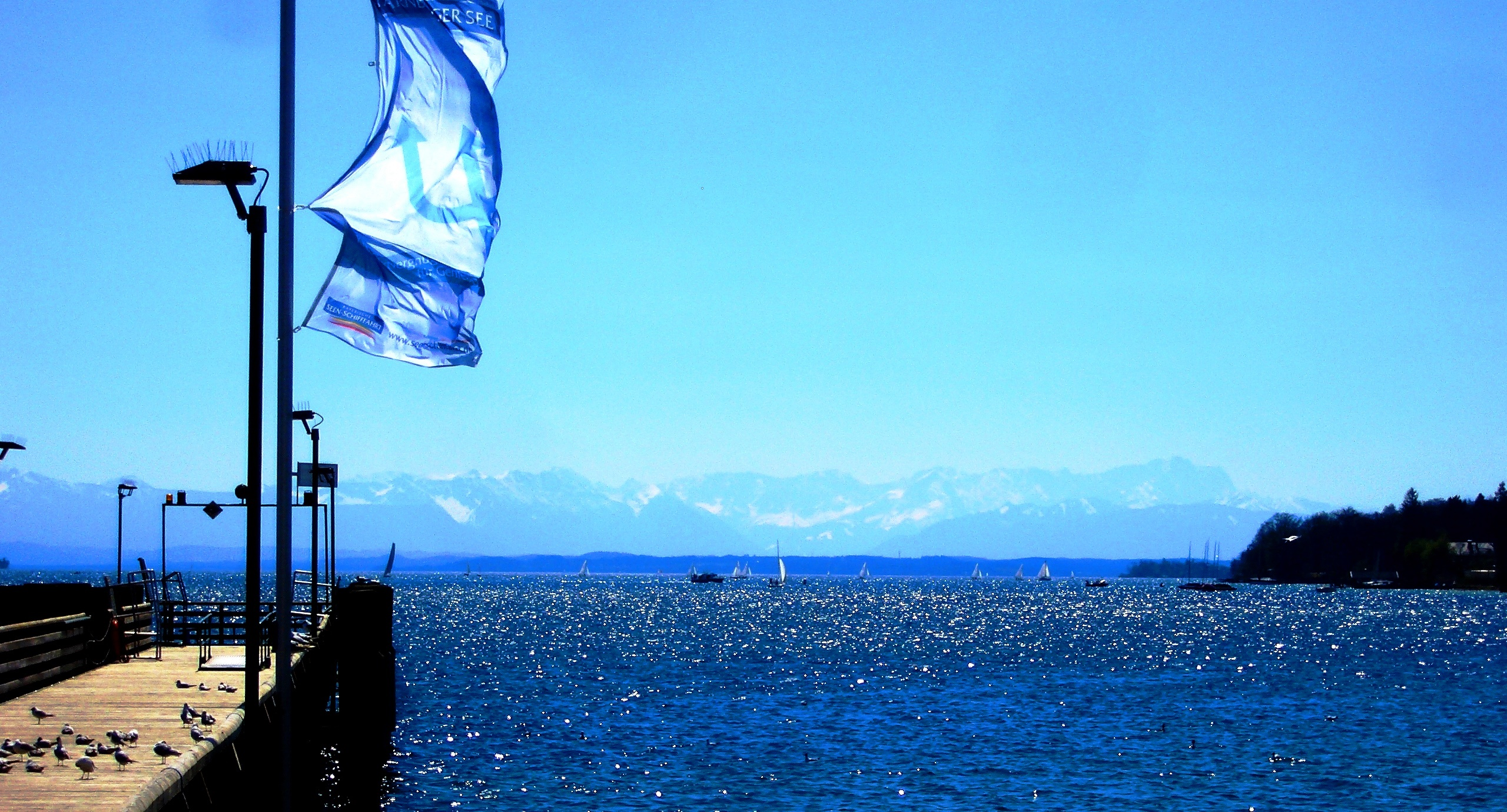
Alpenblick von Starnberg aus. Rechts die Zugspitze, hinter der „Senke“ in der Mitte die Nordseite der Stubaier Alpen, links die Karwendel-Hauptkette.
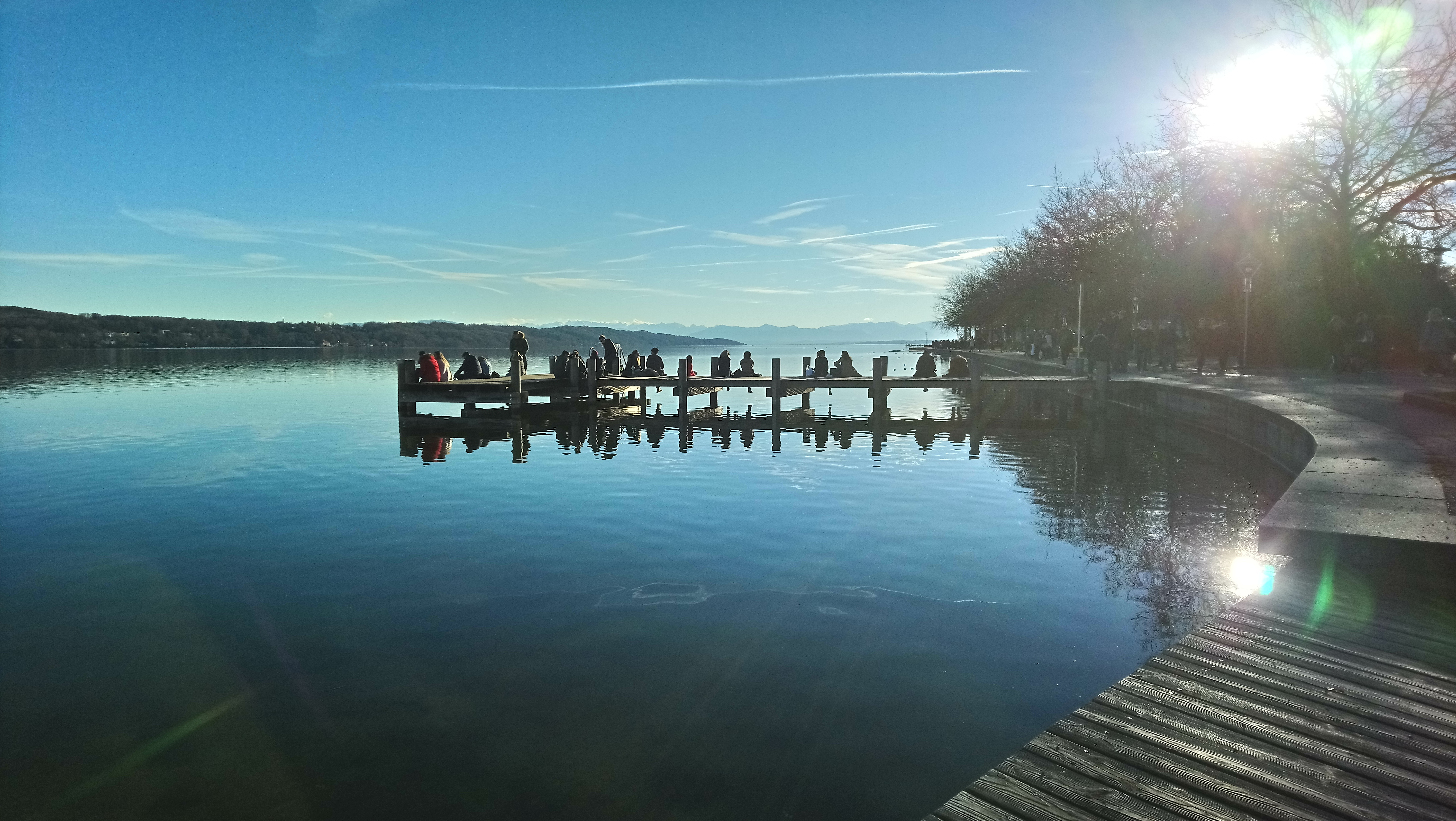
Steg mit Ausflüglern und Alpenblick vom Starnberger Undosa aus

## Freizeit und Sport

Plakat von Ludwig Hohlwein, 1910

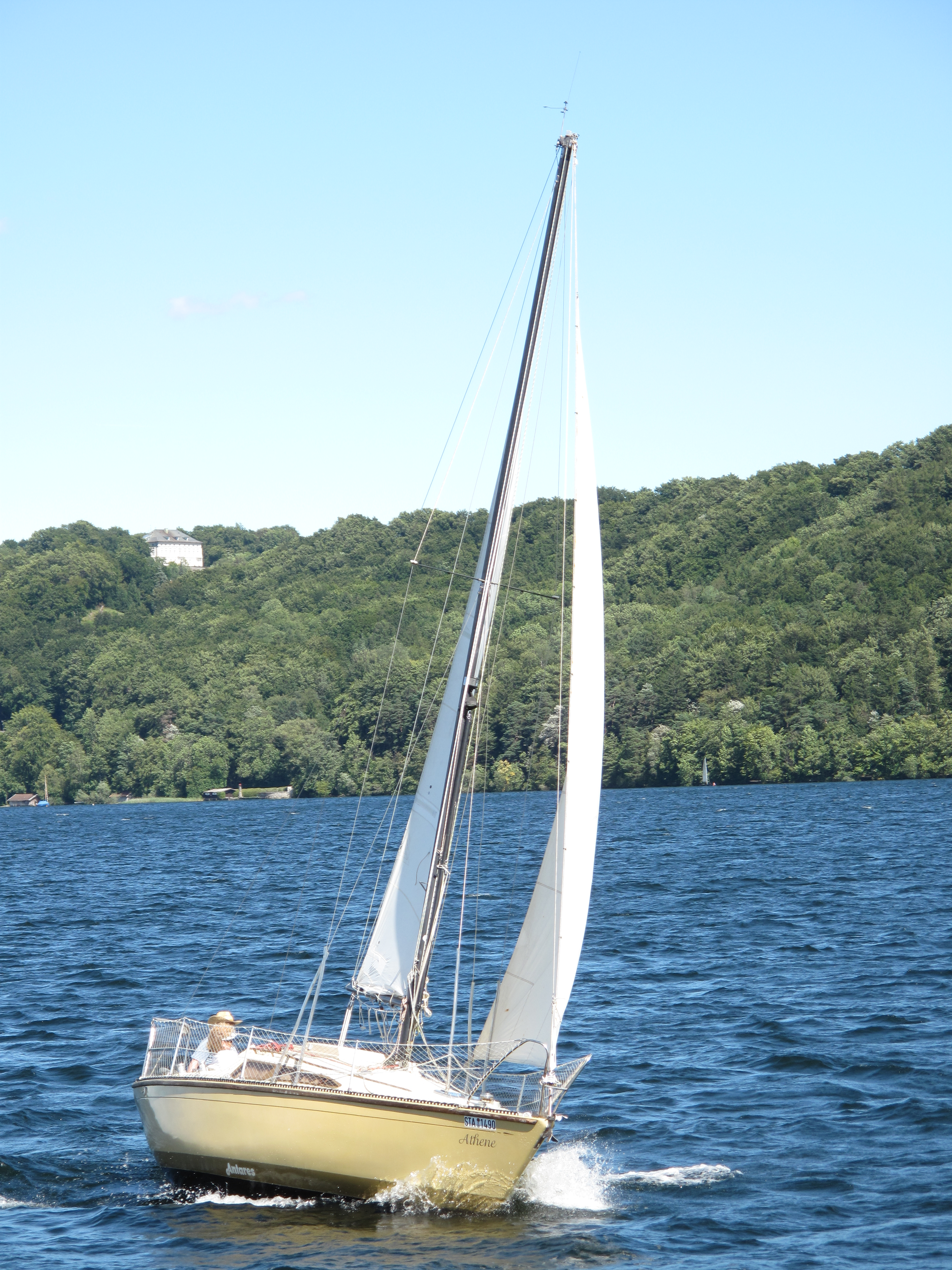
Segelboot auf dem Starnberger See mit dem Ostufer im Hintergrund

### Freizeit
Der See stellt ein wichtiges Erholungsgebiet dar, vor allem für München und das angrenzende Umland, da er mit dem Zug über insgesamt sechs Bahnhöfe entlang der Westseite oder über die A 95 bzw. A 952 leicht zu erreichen ist.

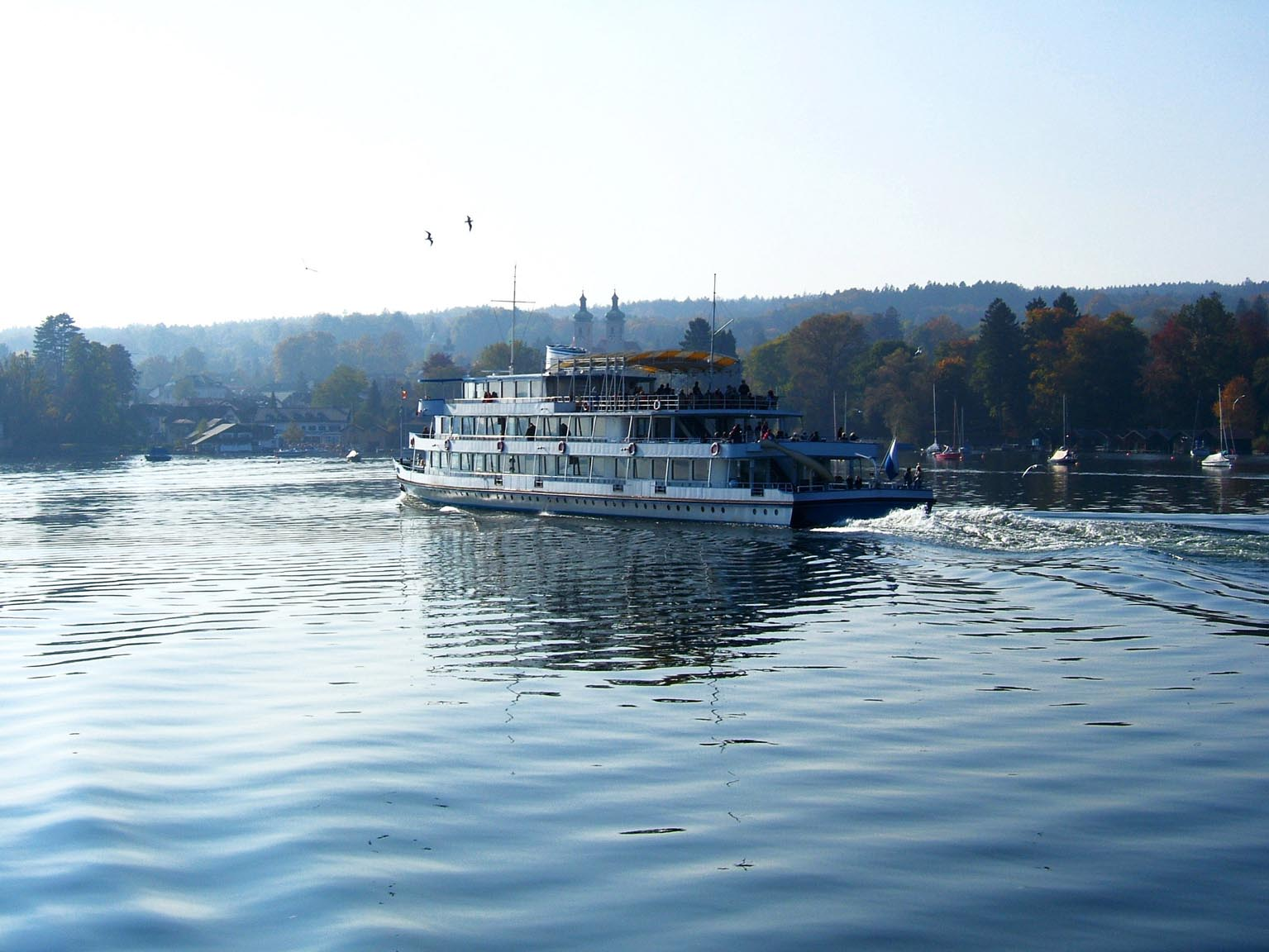
Das Motorschiff Seeshaupt mit Kurs auf Tutzing

Für Wanderer und Radfahrer gibt es eine ca. 49 km lange Rundstrecke um den See herum, die mit kurzen Ausnahmen auf Feld- und Waldwegen sowie für den Kfz-Verkehr gesperrten Straßen verläuft. Etwa 20 Kilometer des Seeufers sind öffentlich zugänglich.
Zwischen Niederpöcking und Possenhofen gibt es den Paradies-Badeplatz, das Erholungsgelände der Landeshauptstadt München, mit Liegewiesen, Badestegen, Grillplätzen, Volleyplatz und einem Strandabschnitt für Windsurfer. Große Badewiesen gibt es außerdem in Kempfenhausen und zwischen Ambach und St. Heinrich. Freibäder gibt es in Starnberg, Feldafing, Garatshausen, Bernried und Seeshaupt (Lido). Eine Reihe von Segel- und Surfschulen sind vorhanden, ebenso Bootsverleihe.
Die Bayerische Seenschifffahrt bietet Linien-, Rund- und Sonderfahrten.

### Wassersport
Neben Rudern (es gibt mehrere Vereine am Starnberger See) ist Segeln ein beliebter Sport, auch wenn der Starnberger See als Schwachwindrevier mit gelegentlich schnell aufziehenden Gewittern und drehenden Winden gilt. Segeln ist theoretisch ohne Segelschein möglich, allerdings verlangen alle Bootsverleiher und die meisten Segelclubs wenigstens einen Sportbootführerschein-Binnen. Segelboote kürzer als 9,20 m und ohne Motor können im Rahmen des Gemeingebrauchs ohne Genehmigung benutzt werden, wobei die örtlichen Regeln zu beachten sind (z. B. Abstand zum Ufer, Schutzgebiete, Vorfahrt der Fahrgastschiffe). Öffentliche Einlassrampen gibt es in Tutzing und Ammerland (ohne Parkmöglichkeit) sowie im Erholungsgebiet bei Ambach. Ende September findet jährlich der Roseninsel-Achter statt. Diese Regatta ist mit 20 startenden Booten die größte Deutschlands und findet 2022 zum 36. Mal statt.
Motor- und Elektroboote ebenso wie Segelboote mit mehr als 9,20 m Länge oder mit einem Hilfsmotor über vier Kilowatt Leistung oder mit Wohn-, Koch- oder sanitären Einrichtungen benötigen eine Zulassung des Landratsamtes Starnberg und ein Kennzeichen sowie einen privatrechtlichen Gestattungsvertrag mit der Bayerischen Schlösserverwaltung. Sinngemäß das Gleiche gilt für Liegeplätze an Bojen oder Stegen. Für Motorbootgenehmigungen am Starnberger See gibt es ein festes Kontingent von 255 privaten Lizenzen und eine Vormerkliste mit einer Wartezeit von ca. 10 Jahren. Wasserskifahren ist auf einer bestimmten Fläche im See zu bestimmten Tageszeiten möglich.
Tauchen ist im Starnberger See im Rahmen der Vorschriften der Allgemeinverfügung des Landratsamtes Starnberg gestattet. Bemerkenswert ist die Allmannshauser Steilwand im See, die sehr steil bis 70 m Tiefe abfällt und sich dann weiter bis zum tiefsten Punkt des Sees senkt. Sie ist die steilste und tiefste Unterwasserwand in deutschen Binnengewässern und zieht daher viele erfahrene Taucher an. An ihr gibt es aber auch immer wieder tödliche Tauchunfälle.
Die Wasserrettung am Starnberger See wird von der Wasserwacht im Bayerischen Roten Kreuz und der DLRG gestellt. Im Sommer (Mitte Mai bis Anfang Oktober) sind insgesamt 9 Wasserrettungsstationen in Betrieb.

## Taucherausbildungszentrum Percha
Im Starnberger Ortsteil Percha befindet sich direkt am See seit 1960 das Taucherausbildungszentrum Percha, eines von zwei Taucherausbildungszentren der Bundeswehr zur Ausbildung von Heerestauchern. Im Zentrum werden vor allem Pioniertaucher ausgebildet. Zum Ausbildungszentrum gehören zwei gelegentlich auf dem offenen See schwimmende Ausbildungsplattformen, die vor allem der Ausbildung im Tieftauchen für die Pioniertaucher dienen. Bei Bedarf werden auch Taucher des Technischen Hilfswerkes ausgebildet.